# 坂口亜梨子
坂口 亜梨子（さかぐち ありす）は日本の女性声優。主にアダルトゲームに関与している。

## 出演作品
2000年
- ツインズラプソディ 〜替玉恋愛狂想曲〜（井上歩美）

2001年
- 蒼ざめた月の光（アイリーン）
- キャッスルファンタジア〜聖魔大戦〜リニューアル
- Twins2 -恋愛未満-（井上歩美）
- CanvasDVD 〜セピア色のモチーフ〜（美咲彩）
- flutter of birds 〜鳥達の羽ばたき〜（南田白風）

2002年
- Sultan 〜The Lovesong is Forever〜（ピアナ）

2003年
- 虹の彼方に（奥原すもも）
- flutter of birds II 〜天使たちの翼〜（楢原成実）